# Патентно-кон'юнктурні дослідження
Пате́нтно-кон'юнкту́рні дослі́дження — системний науковий аналіз властивостей об'єкта господарської діяльності протягом його життєвого циклу, які випливають з правової охорони об'єктів промислової власності.

## Загальна характеристика
Під патентно-кон'юнктурними дослідженнями маються на увазі дослідження, що проводяться в процесі створення, освоєння та реалізації промислової продукції з метою забезпечення високого технічного рівня і конкурентоспроможності цієї продукції, а також скорочення витрат на створення продукції за рахунок виключення дублювання досліджень та розробок. Патентні дослідження проводяться на основі аналізу джерел патентної інформації з привертанням інших видів науково-технічної та рекламно-економічної інформації, що містять дані про останні науково-технічні досягнення, пов'язані з розробкою промислової продукції, про стан і перспективи розвитку ринку продукції даного виду.
Патентні дослідження проводяться на усіх етапах життєвого циклу промислової продукції та, зокрема, під час складання технічного завдання на створення нової або модернізованої продукції, під час проведення науково-дослідницької роботи (НДР) та дослідно-конструкторської роботи (ДКР) в процесі створення нової продукції, в процесі організації масового виробництва продукції, а також в процесі її комерційного використання на внутрішньому та/або зовнішньому ринках до моменту зняття її з виробництва, коли ця продукція втрачає свою конкурентоспроможність. Патентні дослідження проводяться з метою встановлення вимог споживачів до даної продукції. Це необхідно для формулювання технічного завдання на розробку нових або модернізованих зразків продукції і проведення різноманітних оцінок продукції та її складених частин, а також технології її виготовлення для виробки обґрунтованих управлінських рішень.
Процес проведення патентних досліджень включає такі етапи:
- розробка завдання на проведення патентних досліджень;
- розробка регламенту пошуку інформації;
- пошук і відбір патентної та іншої науково-технічної й кон'юнктурно-комерційної інформації;
- обробка, систематизація і аналіз відібраної інформації;
- узагальнення результатів і складання звіту про патентні дослідження.

## Розробка завдання на проведення патентних досліджень
Патентні дослідження виконуються на основі завдання, що може бути складено за формою, наведеною у ДСТУ 3575-97. Таким документом може бути, наприклад, технічне завдання на проведення патентних досліджень, робоча програма до замовлення-наряду, графік проведення патентних досліджень і так далі.
Під час складання завдання визначаються задачі, що повинні бути вирішені в процесі проведення патентних досліджень, зміст робіт, що треба виконати, відповідальні виконавці з кожного виду робіт, терміт виконання і форми звітних документів.
Замовником під час патентних досліджень може виступати організація (підприємство), що виконує НДР або ДКР, пов'язані зі створенням промислової продукції, або окремі підрозділи організації, що є виконавцем НДР або ДКР, за котрими необхідно проведення патентних досліджень.
Виконавцем може виступати патентний підрозділ організації, що виконує НДР або ДКР, незалежна компанія патентного повіреного, що виконує послуги пов'язані із проведення патентних досліджень, консалтингова компанія, що спеціалізується на проведенні патентних досліджень і так далі.

## Розробка регламенту пошуку
Регламент пошуку являє собою програму, що визначає сферу проведення пошуку у фондах патентної та іншої науково-технічної інформації. Для визначення області пошуку вимагається сформулювати предмет пошуку, вибрати джерела інформації, визначити ретроспективу пошуку, країни, для котрих слід проводити пошук, а також класифікаційні рубрики, Міжнародної Патентної Класифікації (МПК) або Національної Класифікації Винаходів (НКВ).
Регламент пошуку розроблюється згідно з завданнями патентних досліджень, котрі визначаються стадіями життєвого циклу об'єкта техніки й вказуються у завданні на проведення патентних досліджень.

## Визначення предмету пошуку
Предмет пошуку визначаються виходячи з категорії об'єкта техніки, що є об'єктом дослідження (пристрій, спосіб чи речовина), а також з конкретних задач патентних досліджень, регіонів (країн).
Якщо об'єктом досліджень є прилад, то предметами пошуку можуть бути:
- пристрій в цілому (загальне компонування, принципова схема);
- спосіб роботи приладу;
- функціональні елементи пристрою (вузли, блоки, деталі, що виконують у приладі означені функції);
- спосіб (технологія) виготовлення пристрою і його функціональних елементів;
- матеріали (речовини), що використовуються для виготовлення пристрою та його функціональних елементів;
- зовнішній вигляд (дизайн) пристрою;
- засоби індивідуалізації (маркування) приладу.

Якщо прилад відноситься до електронних приладів, у склад котрого входять напівпровідникові мікросхеми, то предметом пошуку може бути топологія інтегральних мікросхем. Якщо прилад відноситься до обчислювальних машин, то предметом пошуку може бути програмний продукт.
Якщо об'єкт, що досліджується, відноситься до категорії способу (технологічний процес), то предметами пошуку можуть бути:
- спосіб (технологічний процес) у цілому;
- окремі операції (етапи) способу, якщо вони є самостійним охороноспроможним об'єктом;
- вихідні продукти та способи їхнього отримання;
- кінцевий продукт (продукція);
- обладнання і прилади, що використовуються під час застосування способу (процесу).

Якщо об'єкт техніки, що досліджується, відноситься до категорії речовини (композиція, хімічна сполука і так далі), то предметами пошуку можуть бути:
- сама речовина (її якісний та кількісний склад, структурна хімічна формула і так далі);
- спосіб отримання речовини;
- вихідні матеріали (речовини);
- сфери можливого застосування речовини.

Формулювати предмет пошуку слід по змозі із використанням термінології, що прийнята у відповідній системі класифікації. Формулювання предмету пошуку відповідає назвам відповідних рубрик МПК і НКІ.

## Визначення країн пошуку інформації
Вибір країн пошуку інформації визначається задачами (цілями) патентних досліджень.
Якщо задача патентного дослідження полягає у встановленні переліку вимог до продукції конкретного виду, то як країни пошуку бажано відібрати країни, що займають провідне положення в даній галузі техніки.
Якщо задача патентних досліджень полягає в відборі інформації про найефективніші (комерційно значимі) науково-технічні досягнення (винаходи, корисні моделі, промислові зразки), що можуть бути рекомендовані до використання від час виконання НДР чи ДКР, то як країни пошуку також розглядаються провідні в даній галузі країни. Ці ж самі країни повинні прийматися до уваги під час оцінювання технічного рівня продукції на різних етапах її життєвого циклу, під час визначення тенденцій розвитку ринку продукції, під час визначення умов конкуренції на ринку даної продукції і так далі, тобто під час проведення таких досліджень, за результатами котрих приймаються найважливіші управлінські рішення (про постановку продукції на виробництво, або зняття її з виробництва, про вибір ринкової ніші з урахуванням умов конкуренції на ринку продукції даного виду, про розширення асортименту продукції, що випускається, і таке інше).
Під час експертизи об'єктів техніки на патентну чистоту пошук ведуть за тими країнами, у відношенні до котрих не повинні бути порушенні права третіх осіб. Зокрема, круг країн пошуку може визначатися географією експорту продукції або умовами ліцензійної угоди.
Під час оцінювання патентоспроможності передбачуваного винаходу (корисної моделі, промислового зразка) пошук проводиться, як мінімум, для таких країн: Росія, США, Франція, Німеччина, Велика Британія, Японія, Швейцарія, а також у фонді ЄПВ і заявках PCT.

## Визначення глибини пошуку
Глибина (ретроспективність) пошуку інформації залежить від задач (цілей) патентних досліджень на різних етапах життєвого циклу об'єкта дослідження.
Для проведення досліджень, пов'язаних з визначенням вимог до об'єкта техніки, аналізом тенденцій розвитку, оцінюванням технічного рівня і комерційної значимості науково-технічних досягнень, пошук проводять на глибину, достатню для встановлення тенденцій розвитку даного виду техніки (в середньому від 5 до 15 років).
Для визначення новизни передбачуваних винаходів, корисних моделей і промислових зразків, що відносяться до профільних напрямків діяльності підприємства, і що намічаються до патентування, патентний пошук проводиться, як правило, на глибину 50 років, що передують моменту проведення досліджень. Для дослідження новизни розробок, що не відносяться до профільних напрямків діяльності організації-розробника, патентний пошук проводиться на глибину не менш за 15 років. Для нових галузей техніки пошук проводиться починаючи з перших за часом публікацій патентних документів.
Під час експертизи об'єкта на патентну чистоту глибина пошуку визначається строком дії патенту в країні пошуку.

## Визначення класифікаційних рубрик
Для проведення пошуку інформації необхідно визначити класифікаційні рубрики для кожного предмету пошуку. Для пошуку в джерелах патентної інформації використовують міжнародну (МПК) та національні (НКВ) системи класифікації. При цьому враховують такі основні фактори:
- системи класифікації у відповідній редакції, що діють або діяли у країні пошуку упродовж всього періоду часу, що дорівнює глибині пошуку;
- принцип побудови системи класифікації винаходів і правила індексування винаходів в різних системах класифікації;
- динамічність різноманітних класифікацій винаходів (нова редакція МПК вводиться в дію кожні 5 років).

Перелік всіх класифікаційних рубрик визначається для кожного предмету пошуку безпосередньо за вказівниками класів винаходів країн пошуку. Абетково-предметні вказівники, вказівники ключових термінів, і таблиці відповідності різних систем класифікації можуть використовуватися як допоміжні.
Повнота і вірність відбору класифікаційних рубрик можуть бути уточнені в процесі пошуку й відбору винаходів

## Вибір джерел інформації
Під час проведення патентних досліджень використовується широкий круг джерел патентної та іншої науково-технічної інформації, включаючи джерела кон'юнктурно-економічної інформації (проспекти, каталоги, фірмові довідники і т. д.). Вибір джерел інформації безпосередньо впливає на якість і достовірність результатів патентних досліджень, а також на трудомісткість їхнього проведення.
Найширший круг джерел інформації використовується під час аналізу ринку продукції і, зокрема, під час аналізу тенденцій розвитку ринку продукції, аналізу умов конкуренції на ринку продукції, аналізу діяльності фірм, що займають провідне положення на ринку продукції (напрямки діяльності, останні досягнення, асортимент продукції, що виробляється, та послуг, що надаються, і т.і.).
Під час проведення усіх видів патентних досліджень в першу чергу використовують реферативну інформацію про останні досягнення науки і техніки.
Найоперативнішими джерелами патентної інформації є патентні бюлетені, що видаються патентними відомствами країн пошуку, а також інформаційні матеріали, що публікуються спеціалізованими інформаційними центрами (англійською фірмою Derwent, американською фірмою Chemical Abstracts Service та ін.), а також публікації Міжнародного бюро ВОІВ та Європейського патентного відомства. Також оперативним джерелом патентної інформації є повні описи до заявок, що викладені для загального ознайомлення до проведення експертизи по суті.
Серед джерел науково-технічної інформації найоперативнішими є статті в журналах, матеріали симпозіумів і конференцій, та ін.
Усі джерела інформації за ступенем докладності можна поділити на такі:
- повний текст (повні описи винаходів, статті, монографії і так далі);
- реферати першоджерел (реферативні видання Інформаційно-видавницького центру «Патент», ВІНІТІ РАН, Derwent, Chemical Abstracts Service та ін.);
- бібліографічні дані.